# Андромеда
Андромеда, Андромедина галаксија, М31 (Месје 31) или NGC 224 је спирална галаксија у сазвежђу Андромеда која се налази у Месјеовом каталогу објеката дубоког неба.
Андромедина галаксија је удаљена је од Млечног пута приближно 2,5 милиона светлосних година. Донедавно се сматрало да је највећа галаксија у Локалној групи, која се састоји од Андромеде, Млечног пута, галаксије Троугао и још тридесетак мањих галаксија. Скорија истраживања показују како Млечни пут садржи више тамне материје и највероватније је најмасивнија галаксија. Међутим, најновија посматрања Шпицер свемирским телескопом, открила су да Андромеда садржи приближно билион (1012) звезда, што је далеко више од Млечног пута. Андромеда је на тамном ноћном небу видљива и голим оком и представља један од најсјајнијих објеката, али је због светлосног загађења у великим градовима видљив само централни део галаксије, док је пун пречник исте седам пута већи од пречника пуног месеца. Деклинација објекта је + 41° 16' 8" а ректасцензија 0h 42m 44,3s. Привидна величина (магнитуда) објекта М31 износи 3,5 а фотографска магнитуда 4,3. Налази се на удаљености од 0,834 милиона парсека од Сунца. М31 је још познат и под ознакама NGC 224, UGC 454, MCG 7-2-16, CGCG 535-17, Andromeda nebula, PGC 2557.
Виријална маса галаксије Андромеда истог је реда величине као и Млечни пут, са око 1 билион Сунчевих маса (2,0 × 1042 килограма). Масу било које галаксије тешко је проценити са било којом тачношћу, али дуго се мислило да је галаксија Андромеда масивнија од Млечног пута са маргином од неких 25% до 50%. Ово је доведено у питање студијом из 2018. године која је навела нижу процену масе галаксије Андромеда, у комбинацији са прелиминарним извештајима о студији из 2019. године која процењује већу масу Млечног пута. Галаксија Андромеда има пречник од око 220.000 ly (67 kpc), што је чини највећим чланом Локалне групе у погледу продужења, ако не и масе.
Број звезда садржаних у галаксији Андромеда процењује се на један билион (1×1012), или отприлике два пута више од броја процењеног за Млечни пут.
У другој деценији 20. века примећено је да се Андромеда приближава Млечном путу. Очекује се да ће се галаксије Млечни пут и Андромеда спојити за око 4,5 милијарди година. Андромеда се приближава брзином од преко 100 km/s и у неком једном тренутку две галаксије ће се почети спајати, као и црне рупе у њиховим средиштима стварајући нову већу галаксију, али звезде су веома удаљене једне од других и оне у спајању могу проћи једне поред других без судара. То спајање може довести до формирања гигантске елиптичне галаксије или велике лентикуларне галаксије. Са привидном магнитудом од 3,4, галаксија Андромеда је међу најсјајнијим Месјеовим објектима, чинећи је видљивом голим оком са Земље ноћу без месечине, чак и када се гледа из подручја са умереним светлосним загађењем.

## Најближиобјекти
Следећи списак садржи десет најближих NGC/IC објеката.[a]
| Име      | Удаљеност од 224 (угловних минута)[a] | Ректасцензија (J2000) | Деклинација (астрономија) (J2000) | Тип                                 |
| -------- | ------------------------------------- | ---------------- | ---------------------------- | ----------------------------------- |
|          | 0,4                                   | 0h 42m 41,8s     | +40° 51′ 57″                 | елиптична галаксија (Е2)            |
|          | 0,72                                  | 0h 40m 22,1s     | +41° 41′ 7″                  | елиптична галаксија (E5)            |
|          | 0,76                                  | 0h 40m 32,3s     | +40° 44′ 18″                 | део галаксије (GxyP)                |
|          | 4,51                                  | 0h 57m 39,0s     | +43° 48′ 5″                  | спирална галаксија (S0)             |
| NGC 317B | 4,51                                  | 0h 57m 40,5s     | +43° 47′ 31″                 | пречкаста спирална галаксија (SBbc) |
| NGC 218  | 5,03                                  | 0h 46m 32,0s     | +36° 19′ 32″                 | спирална галаксија (Sc)             |
| IC 1550  | 5,51                                  | 0h 24m 27,8s     | +38° 11′ 7″                  | спирална галаксија (S0)             |
| NGC 272  | 5,86                                  | 0h 51m 26,0s     | +35° 49′ 18″                 | група звезда (*Grp)                 |
| NGC 389  | 6,63                                  | 1h 8m 29,8s      | +39° 41′ 42″                 | спирална галаксија (S0-a)           |
| NGC 393  | 6,67                                  | 1h 8m 36,9s      | +39° 38′ 38″                 | елиптична галаксија (E-S0)          |